# Liam Borchers
Liam Borchers (Groningen, Països Baixos, 7 de maig de 2004) és un escriptor i investigador especialitzat en història del futbol.
Inicialment l'obra de Borchers es va centrar en el futbol de l'estat espanyol des d'una perspectiva general i divulgativa, redactada en el seu idioma matern, el neerlandès. Posteriorment s'ha especialitzat en monografies històriques, centrades en clubs de futbol modestos dels Països Catalans: el Club Esportiu Atlètic Balears, de Palma (Mallorca) i el Club Esportiu Europa, de la Vila de Gràcia (Barcelona), tots ells escrits en anglès. A més, és autor d'articles sobre els mateixos temes a revistes com Staantribune i Panenka (Països Baixos).

## Obres
- GOLAZO. Een introductie tot het Spaanse voetbal. Groningen: Brave New Books, 2021 ISBN 978-9464482263 (neerlandès)
- CARA O CRUZ. Een reis door Spaans voetballand. Groningen: Brave New Books, 2022 ISBN 978-9464658101 (neerlandès)
- The Story of Atlètic Balears. Groningen: Lulu, 2023 ISBN 978-1-4717-4271-2 (anglès)
- The Story of Europa. A unique football club from Catalonia. Groningen, 2024 ISBN 978-9-0903-8388-0 (anglès)